# Kurs językoznawstwa ogólnego
Kurs językoznawstwa ogólnego (fr. Cours de linguistique générale) – książka skompilowana przez Charlesa Bally’ego i Alberta Sechehayego na podstawie materiałów i notatek z wykładów uniwersyteckich Ferdinanda de Saussure’a (1907–1911). Stanowi kluczową lekturę w dziedzinie nauk społecznych i humanistycznych, a także przedstawia fundamenty nowoczesnego językoznawstwa, m.in. rozróżnienie między langue a parole oraz rozważania na temat natury znaku językowego (związek między signifié i signifiant). Książka prezentuje podstawy lingwistyki strukturalnej.
Pierwszy jej polski przekład, w tłumaczeniu Krystyny Kasprzyk i ze wstępem Witolda Doroszewskiego, został wydany nakładem PWN w 1961 r.